# Collezione Veneroso
La collezione Veneroso è una collezione archeologica di epoca preistorica, dichiarata di eccezionale interesse storico ed archeologico.
Essa prende il suo nome dall'Avv. Primo Veneroso (Cagliari 15/06/1933-Sciacca 14/09/2014), uomo di cultura, appassionato di archeologia, che ha studiato, curato, pubblicato ed ampliato la collezione di famiglia, accorpata a fine '800. Si tratta di una collezione molto vasta, probabilmente la più estesa collezione privata archeologica sul territorio nazionale italiano, ed è costituita da numerosi reperti, la cui gran parte concerne ceramica preistorica, ma anche un considerevole numero di bronzi e diversi esemplari di ceramica greca di epoca storica, monetazione greca e romana. 
Nella collezione spicca un notevole numero di ceramiche appartenenti al bicchiere “Campaniforme”, un'importante cultura ceramica diffusa in tutta l'Europa occidentale preistorica dalla Scandinavia al mediterraneo meridionale, dalla Spagna al territorio dell'attuale Repubblica Ceca. La collezione costituisce per questo fenomeno un autentico punto di riferimento dopo la pubblicazione del libro "La Sicile et l'Europe Campaniforme".
I materiali della collezione mostrano la grande varietà stilistica del Campaniforme siciliano e consentono di rivalutare il posto della Sicilia nel contesto europeo di questo processo di diffusione; infatti, dopo essere stata a lungo considerata come marginale nella sfera Campaniforme, la Sicilia occidentale ha rivelato un'inaspettata fioritura di questa cultura grazie alla collezione Veneroso che per questo è stata oggetto di interesse a livello nazionale ed internazionale attraverso pubblicazioni, numerosi articoli e tesi di laurea da parte di studiosi Francesi del Collège de France e Statunitensi .
La maggioranza dei reperti, provengono con certezza da siti archeologici della Sicilia. La più alta incidenza si è registrata nell'epoca compresa tra Eneolitico e Bronzo antico.
L'ossatura dell'intera raccolta è costituita da specifici manufatti provenienti dalla stessa area. I manufatti sono quelli che toccano le problematiche legate agli stili di Moarda, Campaniforme e Castelluccio. L'areale di provenienza è quello intorno alla Sicilia Sud Occidentale, con saltuarie e significative attestazioni di altri contesti culturali da zone più distanti.
I reperti preistorici costituiscono un insieme selezionato secondo specifici parametri, peraltro tra i più specialistici di tutta la preistoria siciliana.
La collezione si trova attualmente a Sciacca (AG). 
Recentemente proprio la collezione Veneroso sembra porsi alla base della terza e più recente teoria sulla diffusione del vaso campaniforme in Europa: superando sia la tesi della nascita nella penisola Iberica, che quella della prima comparsa in aria Germanica, il professore Jean Guilaine ne "Les chemins de La protohistoire" propone una provenienza nordafricana della cultura del vaso campaniforme. Tale cultura sarebbe arrivata dalla costa africana del Mediterraneo nella penisola Iberica per poi diffondersi successivamente in tutta Europa.
Le tappe intermedie di questo cammino sarebbero la Sardegna e soprattutto la Sicilia, così come testimonia proprio la collezione Veneroso con la sua grande varietà di vasi campaniformi, offrendo un'ulteriore conferma di quanto l'isola ha costituito uno snodo essenziale negli scambi commerciali e culturali tra il Mediterraneo orientale ed occidentale.
La collezione è in attesa di essere esposta nel complesso monumentale di Santa Margherita a Sciacca